# Crassadoma gigantea
Crassadoma gigantea — вид двостулкових молюсків родини Гребінцеві (Pectinidae).

## Поширення
Crassadoma gigantea населяє тихоокеанське узбережжя Північної Америки від Британської Колумбії до Мексики.

## Опис
Правою стулкою мантії молюск прикріплюється до твердого субстрату. Вона деформується відповідно до рельєфу основи. Ліва стулка опукла, масивна, ребриста, коричневого забарвлення. Між стулками проступає мантія рожевого кольору з нечисленими щупальцями, на кінчиках яких знаходяться очі. Довжина мушлі становить 15-25 см.

## Спосіб життя
Мешкає на морському дні. Прикріплюється до підводних каменів, коралів, штучних споруд. Описаний на глибинах до 80 м
.